# جاك موريس (قسيس)
جاك موريس (بالإنجليزية: Jack Morris)‏ هو قسيس أمريكي، ولد في 22 أكتوبر 1927 في أناكوندا في الولايات المتحدة، وتوفي في 30 سبتمبر 2012 في سبوكين في الولايات المتحدة.